# Darcy Padilla
Pour les articles homonymes, voir Padilla.

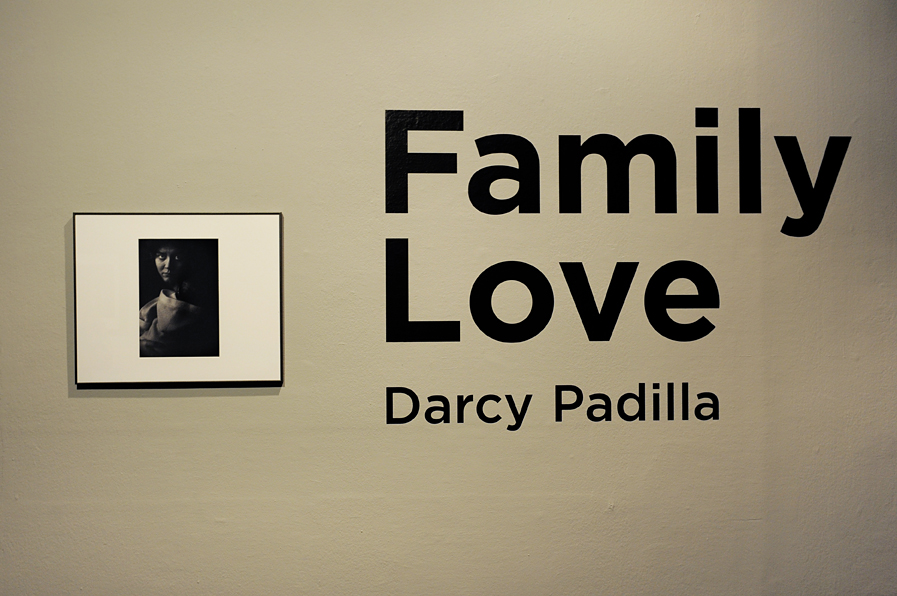
Family Love de Darcy Padilla

Darcy Padilla est une photojournaliste américaine indépendante née en 1965 à Vallejo en Californie.
Elle est connue pour son Projet Julie, reportage au long cours sur Julie Baird et sa famille, une histoire intime marquée par la pauvreté, le sida et les problèmes sociaux.
Elle est membre de l’agence Vu depuis 2012 et enseigne au département d’art de l’université du Wisconsin à Madison depuis 2019.

## Biographie

### Études
Darcy Padilla est née en 1965 à Vallejo en Californie.
Elle étudie à l'université d'État de San Francisco où elle passe un baccalauréat en journalisme en 1992. Elle fait un stage de trois mois au New York Times où elle rencontre Eli Reed qui deviendra l’un de ses mentors avec Paul Fusco.
En 2018, elle obtient une maîtrise en beaux-arts à l'Université de Californie à Davis.

### Carrière journalistique
À la sortie de ses études en 1992, Darcy Padilla refuse la proposition du New York Times afin de rester indépendante et travaille comme serveuse et vendeuse dans des magasins de prêt-à-porter.
Elle entame un projet sur la pauvreté urbaine à San Francisco, au plus fort de l’épidémie de Sida. Elle accompagne une assistante sociale, une infirmière et un médecin dans leurs visites aux habitants de l'hôtel Ambassador, près de Mid-Market street. Elle y fait la connaissance de Paul Fusco avec qui elle perfectionne son style de tirage photographique, en particulier en apprenant à saturer beaucoup plus l’image de contenu.
Elle y rencontre également Julie Baird en 1993, jeune fille droguée et malade du Sida qu’elle suivra pendant dix-huit ans, jusqu’à sa mort en Alaska. Elle raconte son histoire et documente sa vie dans son Projet Julie qu’elle poursuivra en suivant son petit ami Jason et de leur fille. Elyssa est la seule des six enfants de Julie à ne pas avoir été adoptée et est restée avec son père biologique.
En 2006, elle est choisie pour photographier les cinquante femmes afro-américaines et latino-américaines à succès présentées dans un livre et une exposition de la commission pour les femmes de Pennsylvanie, Voices : African American and Latino Women in Pennsylvania Share their Stories of Success. Un exemplaire du livre est donné à toutes les bibliothèques et écoles publiques de Pennsylvanie et est récompensé par le prix 2006 du YWCA Greater Pittsburgh Racial Justice Award.
En 2012, elle réalise pour les districts de transport en commun rapide de la baie de San Francisco et d’Oakland un projet à grande échelle exposé dans les stations, Journey.
En 2013, elle est invitée par l’organisation Facing Change Documenting America (Faire face au changement : documenter l'Amérique) à rejoindre son équipe de dix photojournalistes de renom pour documenter les enjeux sociaux importants auxquels les Américains sont confrontés. Darcy Padilla choisit comme sujet le Mid-Market street corridor de San Francisco, quartier sur lequel elle travaille depuis 1992. Ce travail fait l’objet d’un livre écrit par Leah Bendavid-Val et d’une exposition soutenus par la bibliothèque du congrès. Elle partage l’affiche avec entre autres David Burnett, Donna Ferrato, Stanley Greene et Lucian Perkins.
En 2016, Darcy Padilla est mandatée par Le Monde pour couvrir l'élection présidentielle américaine. Pendant plus d'un an, elle traverse le pays pour photographier le paysage social et politique américain, des primaires à l’investiture de Donald Trump,.
L’année suivante, elle présente son projet sur la réserve indienne de Pine Ridge à Visa pour l'image à Perpignan et reçoit le prix Canon de la Femme photojournaliste.

### Enseignement
En août 2019, Darcy Padilla devient professeure assistante au département d’art de l’université du Wisconsin à Madison après avoir été professeure invitée de photographie l’année précédente.
Darcy Padilla a donné des conférences dans de nombreux festivals et institutions comme le De Young Museum de San Francisco, les Rencontres d’Arles, le DOCField en Espagne, le DOK-Festival en Norvège ou le Lumix Festival en Allemagne.
Elle a été membre à plusieurs reprises du jury des prix World Press Photo et de la Muestra de Fotografía Latinoamericana. En 2016, elle est jury de la deuxième saison de l’émission Masters of Photography, diffusée sur Sky Arts en Allemagne, Autriche, Irlande, Italie, Royaume-Uni et en Amérique Latine.
Elle est membre de la College Art Association et de la Society of Photographic Education.

## Publications
- Family Love, Paris: Martinière, 2014.  (ISBN 978-2732464985)[9].
- Voices: African American and Latina women in Pennsylvania share their stories of success. Newtown Square, PA: Harrowood Books, 2006
- Leah Bendavid-Val, “San Francisco’s Mid-Market Corridor”, Facing Change: Documenting America. New York: Prestel Publishing in association with Library of Congress, 2015, p. 194-213.

## Récompenses et distinctions
- 1991 : Alexia Foundation for World Peace[10]
- 1995 : John Simon Guggenheim Foundation, Fellow[11]
- 1998 : Soros Foundation/Open Society Institute Individual Fellow
- 2006 : San Francisco Cultural Equity Award
- 2009 : Communication Arts, Photography Annual
- 2010 : PDN Photography Annual
- 2010 : W. Eugene Smith Award for Humanistic Photography[12]
- 2010 : Getty Images Grant for Editorial Photography
- 2011 : World Press Photo – Contemporary Issues
- 2011 : American Photography 27
- 2012 : World Press Photo – Daily Life, Honorable Mention stories
- 2015 : World Press Photo – 1er Prix du reportage documentaire, catégorie projet au long cours, avec »Family Love 1993-2014″
- 2016 : Bourse Canon de la femme photojournaliste
- 2021 : Prix Françoise-Demulder[13],[14].

## Expositions majeures
- 2013 : Tout finira par s’arranger, Perpignan, France[15],[16]
- 2013 : “Drill Baby Drill” une nouvelle ruée vers l’or noir[17],[18]
- 2014 : Family Love, Barcelone, Espagne[19],[20],[21]
- 2017 : Dreamers, Perpignan, France[22]